# ジョルジ・サミール・クルス・カンポス
サミール（Sammir）ことジョルジ・サミール・クルス・カンポス（Jorge Sammir Cruz Campos, 1987年4月23日 - ）は、ブラジル・バイーア州イタブーナ出身の元クロアチア代表サッカー選手。現役時代のポジションは攻撃的ミッドフィールダー。

## 経歴

### クラブ
アトレチコ・ミネイロのユースでキャリアを開始し、2003年にアトレチコ・パラナエンセのユースへ移籍。2005年にトップチームでプロキャリアを開始するも出場することは叶わずに、フェロヴィアリア、パウリスタFC へ貸し出された。2006年にヴェンダ・ノヴァFCと契約したが、すぐにADサンカエターノとNKディナモ・ザグレブへ貸し出された
。

#### ディナモ・ザグレブ
2006年11月6日にディナモ・ザグレブへ2006-07シーズン終了までの期限付き移籍で加入。2007年3月17日に国内リーグのHNKリエカ戦で移籍後公式戦初出場、NKスラヴェン・ベルポ戦で初得点を挙げ、シーズン終了までに13試合1得点を記録。また、同シーズンの国内カップで4試合に出場した。リーグ戦とカップ戦の2冠を達成し、この2冠は2009年まで3季連続で継続していった。
2007-08
2007-08シーズンは、移籍金140万ユーロでディナモ・ザグレブに完全移籍を果たす と共に欧州カップ戦初出場を飾ると、主将のルカ・モドリッチが本来務める右サイドハーフで起用され、UEFAチャンピオンズリーグ 2007-08予選及びUEFAカップ 2007-08の全試合に渡りモドリッチと共に両翼を支えた。国内では2季連続で2連覇を達成する中でリーグ戦で24試合4得点、カップ戦で4試合に出場。全公式戦で38試合5得点を記録した。
2008-09
モドリッチがトッテナム・ホットスパーFCへ移籍後に背番号10を受け継ぐことになった2008-09シーズンでも2冠を達成。リーグ戦では全試合中1試合を除く33試合に出場し、8得点を挙げる。欧州カップ戦ではUEFAチャンピオンズリーグ 2008-09予選及びUEFAカップ 2008-09の11試合、国内カップ戦に5試合に出場し、全公式戦44試合11得点を記録した。
2009-10
2009-10シーズン開始時の8月16日にNKオシエク戦（ホーム5-0勝利）で2度のペナルティーキックと1度のフリーキックにより初ハットトリックを記録。同シーズンのクラブは、カップ戦こそ優勝を逃したものの、リーグ戦では5連覇を達成し、サミール個人としては26試合5得点で優勝に一役買った。また、国内カップ戦で6試合、UEFAチャンピオンズリーグ 2009-10で4試合、UEFAヨーロッパリーグ 2009-10で8試合中全試合に出場し、全公式戦で46試合6得点を記録した。
2010-11
ライバルクラブであるハイドゥク・スプリトとのヴィエチュニ・デルビ（1-0勝利）となった国内スーパーカップでは、主将イゴール・ビシュチャンの決勝点により、自身初スーペルクプのタイトルを獲得した。同シーズンの国内リーグ戦及び国内カップ戦で28試合17得点という活躍を見せ、リーグ最優秀選手賞を受賞。UEFAチャンピオンズリーグ 2010-11予選及びUEFAヨーロッパリーグ 2010-11の欧州カップ戦で12試合7得点を記録した。
2011-12
2011-12シーズン序盤は、まずリーグのHNKチバリア戦と、HJKヘルシンキとのUEFAチャンピオンズリーグ 2011-12予選3回戦第1戦（2-1勝利）で決勝点を挙げた。続くマルメFFとのプレイオフ第1戦（4-1勝利）で2得点を挙げる など久しぶりの本大会進出に貢献。本大会ではレアル・マドリード、オリンピック・リヨン、アヤックス・アムステルダムと各国の強豪との対戦で5試合に出場した。国内リーグ・国内カップとチャンピオンズリーグのグループステージで定期的に起用され、全公式戦で38試合8得点を記録した。
2012-13
2012-13シーズンは、リーグ戦の序盤7試合で8得点 (PK6) を挙げる。UEFAチャンピオンズリーグ 2012-13予選ではNKマリボルとのプレイオフを除き出場し、本大会ではグループステージ全6試合に出場した。

#### ヘタフェ
2014年1月31日、自由契約でヘタフェCFに移籍した。

#### 中国時代
2015年2月27日、中国超級の江蘇国信舜天足球倶楽部に移籍した。2016年7月15日、杭州緑城足球倶楽部へレンタル移籍。
2017年1月よりディナモ・ザグレブに復帰したが、半年後には再び中国に渡り甲級の武漢卓爾足球倶楽部へ加入した。

#### スポルチ・レシフェ
2019年2月、スポルチ・レシフェに加入した。

### 代表
2009年にクロアチアの国籍を取得し、クロアチア代表でプレーしたいとの願望を表明するも、FIFAの規定で5年継続移住していることが出場条件にあったためスラヴェン・ビリッチ監督時代に招集されることはなかった。2012年2月18日にFIFAから条件クリアの通達がされ、9月27日にイゴール・シュティマツ監督の下で2014 FIFAワールドカップ・ヨーロッパ予選のマケドニア戦とウェールズ戦へ向けてクロアチア代表に初招集。10月12日のマケドニア戦（アウェイ2-1勝利）で65分から初出場を飾った。

## 代表歴

### 出場大会
- クロアチア代表
  - 2014 FIFAワールドカップ

### 試合数
- 国際Aマッチ 7試合 0得点（2012年-2014年）[25]

| クロアチア代表 | 国際Aマッチ | 国際Aマッチ |
| 年             | 出場        | 得点        |
| -------------- | ----------- | ----------- |
| 2012           | 1           | 0           |
| 2013           | 3           | 0           |
| 2014           | 3           | 0           |
| 通算           | 7           | 0           |

## タイトル

### クラブ
ディナモ・ザグレブ
- プルヴァHNL : 2006-07, 2007-08, 2008-09, 2009-10, 2010-11, 2011-12, 2012-13, 2013-14
- フルヴァツキ・ノゴメトニ・クプ : 2006-07, 2007-08, 2008-09, 2010-2011, 2011-12
- フルヴァツキ・ノゴメトニ・スーペルクプ : 2010, 2013

江蘇国信舜天
- 中国FAカップ : 2015

### 個人
- プルヴァHNL年間最優秀選手賞（英語版） : 2010[13]